# SN 2009hy
SN 2009hy – supernowa typu Ic odkryta 2 sierpnia 2009 roku w galaktyce NGC 7244. W momencie odkrycia miała maksymalną jasność 18,70m.